# Trigonopterus costatulus
Trigonopterus costatulus – gatunek chrząszcza z rodziny ryjkowcowatych i podrodziny krytoryjków.

## Taksonomia
Gatunek ten opisany został po raz pierwszy w 2019 roku przez Alexandra Riedela na łamach „ZooKeys”. Współautorem publikacji jest Raden Pramesa Narakusumo. Jako miejsce typowe wskazano Baruppu, położone w Ponding w kabupatenie Tana Toraja w indonezyjskiej prowincji Celebes Południowy. Epitet gatunkowy oznacza po łacinie „drobnożeberkowany”.

## Morfologia
Chrząszcz o ciele długości od 2,2 do 2,6 mm, wysklepionym, w zarysie prawie jajowatym ze słabym przewężeniem między przedpleczem a pokrywami, ubarwionym ciemnordzawo z rdzawymi czułkami i odnóżami. Ryjek samca zaopatrzony jest w listewkę środkową i parę listewek przyśrodkowych. Epistom samca ma w tyle kanciastą listewkę poprzeczną. Powierzchnia przedplecza jest gęsto i grubo punkrowana oraz siateczkowana. Pokrywy mają głębokie rzędy z punktami oraz żeberkowate międzyrzędy. Wszystkie odnóża mają uda pozbawione ząbków. Tylna para odnóży ma na udach przedwierzchołkową łatkę strydulacyjną. Golenie pary środkowej odznaczają się wielkimi haczykami na szczytach. Genitalia samca mają prącie o bokach lekko rozbieżnych oraz szczycie prawie kanciastym, skąpo porośniętym szczecinkami. Aparat przenoszący jest złożonej budowy.

## Ekologia i występowanie
Ryjkowiec ten zasiedla górskie lasy. Spotykany jest na rzędnych od 2100 do 2400 m n.p.m. Bytuje w ściółce.
Owad orientalny, endemiczny dla Celebesu, znany tylko z lokalizacji typowej w prowincji Celebes Południowy.